# ثيودور إي. بورتون
ثيودور إي. بورتون (بالإنجليزية: Theodore E. Burton)‏ هو محامي وسياسي أمريكي، ولد في 20 ديسمبر 1851 في جفرسون في الولايات المتحدة، وتوفي في 28 أكتوبر 1929 في واشنطن العاصمة في الولايات المتحدة. حزبياً، نشط في الحزب الجمهوري. وقد انتخب عضو مجلس النواب الأمريكي عن دائرة Ohio's 22nd congressional district ‏ (4 مارس 1921 – 15 ديسمبر 1928) وانتخب عضو مجلس الشيوخ الأمريكي (15 ديسمبر 1928 – 28 أكتوبر 1929).